# Aix-Marseille Egyetem
Az Aix-Marseille Egyetem (AMU, franciául: Université d'Aix-Marseille) állami kutatóegyetem a dél-franciaországi Provence-Alpes-Côte d’Azur régióban, melyet az Aix-Marseille-I., az Aix-Marseille-II. és az Aix-Marseille-III. egyetem összevonásával 2012. január 1-jei hatállyal alapítottak. Főbb kampuszai Aix-en-Provence-ban és Marseille-ben találhatók, de számos más helyen is van kampusza.

## Ismertetése
Az AMU rendelkezik a legnagyobb költségvetéssel a francia nyelvű világ összes akadémiai intézménye közül, 750 millió eurót tesz ki.
Az AMU számos figyelemre méltó diplomát hozott létre a jog, a politika, az üzleti élet, a tudomány, az akadémia és a művészetek területén. Az egyetem végzettjei és oktatói között négy Nobel-díjas is van:
- Frédéric Mistral,  irodalmi Nobel-díj, 1904
- René Cassin, béke Nobel-díj, 1968
- Sheldon Lee Glashow, fizikai Nobel-díj, 1979
- Jean-Marie Gustave Le Clézio, irodalmi Nobel-díj, 2008

## Története
Az Aix-Marseille Egyetem az egykori Provence-i grófság fővárosában, Aix-en-Provence-ban alapított egyetemből fejlődött ki. A Provence-i Egyetemet 1409-ben alapította II. Anjou Lajos, Provence grófja, V. Sándor ellenpápa  jóváhagyásával. A studium generalen kezdetben teológiát és jogot oktattak. Az intézmény kancellárja Aix-en-Provence érseke volt, felügyelete mellett az egyetemet a rektor irányította.
A működés nehézkesen indult, mert a provence-iak Aix helyett Avignon híres, 1303-ban alapított egyetemét részesítették előnyben. Provence grófjai az aix-i intézmény védelmében komoly bírságokkal fenyegették az „idegen” egyetemet választókat.
1486-ban a Provence-i grófságot a Francia Királysághoz csatolták, és Aix-ben 1501-ben parlament alakult. Az új történelmi helyzet és az új jogi intézmény a 16. században a joghallgatók, illetve a jogi doktorok számának növekedéséhez vezetett, és a jogi kar az egyetemen belül kiváltságos helyzetbe került, a rektort csakis jogászok közül választották.
1557-ben megalakult az orvosi fakultás, az első orvosdoktori címet 1562-ben adták ki.
1603-ban IV. Henrik („a jó René király”) Aix-en-Provence-ban újabb felsőoktatási intézményt, Collège royal de Bourbon-t alapított, mely a régi egyetemnek konkurenciát támasztott. Itt egy faculté des arts (bölcsészet, grammatika és logika) fakultás is alakult, de 1621-ben eltünt, miután a jezsuiták átvették az irányítást, és csak a jezsuiták távozása után, 1764-ben alakult meg újra, amikor a Collège de Bourbont az egyetemhez csatolták. 1769-ben XIV. Lajos bevezette a francia jog francia nyelvű oktatását (a hagyományos római és kánoni jog mellett).
Az egyetemet a francia forradalom idején feloszlatták, az ország többi egyetemével együtt. A forradalmárok számára az egyetemek is csak a megdöntött rend bástyáinak számítottak.
Aix egyike volt annak a tizenkét városnak, ahol Napóleon jogi iskolát nyitatott fel. Az aix-i iskola megnyitóját 1806-ban nagy ünnepség keretében a városházán tartották meg. 1810-re a város felújíttatta a régi egyetemi épületet, de az szűkösnek bizonyult, mert a teológiai kar is ott kapott helyet. 1832-ben a kereskedelmi jognak, 1835-ben az államigazgatási jognak nyílt tanszéke. A bölcsészkart (faculté des Lettres) 1846-ban hozták létre.
Az orvosképzést azonban nem Aix-ben indították újra, hanem Marseille-ben. 1818-ban csak orvosi középiskola (?) alakult, amely 1875-ben vált teljes képzésű iskolává (Ecole de plein exercice). A természettudományi kart is Marseille-ben alapították meg 1854-ben.
1896-ban a már két városban működő egyetem  Aix-Marseille-i néven az állam által finanszírozott regionális önigazgatású egyetemek egyike lett. Az egyre növekvő intézménynek a 20. század második felében új épületeket emeltek, illetve elvégezték a régiek bővítését, felújítását.
1968 májusát követően az egyetemeket kisebb egységekbe szervezték, de multidiszciplináris alapon. Az Aix-Marseille Egyetemet három önálló, különböző szakirányú intézményre osztották: 
- a Provence-i Egyetem (Aix-Marseille I.) bölcsészettudományra és idegen nyelvekre szakosodott;
- az Aix-Marseille II. (1994-től Mediterrán Egyetem) orvostudományokat és természettudományokat oktatott.
- 1973-ban csatlakozott hozzájuk – részben azok átszervezésével – az Aix-Marseille III. (2004-től Paul Cézanne Egyetem), amely jogi és közgazdasági tárgyakra specializálódott.

2011-ben e három intézményből alakult meg az egységes Aix-Marseille-i Egyetem, hivatalosan 2012. január 1-jén.

## Híres tanítványok
- Adolphe Thiers, korábbi francia köztársasági elnök (1797–1877)
- Adolphe Crémieux, francia igazságügyi miniszter (1870–71, 1948)
- Félix Gouin, a francia ideiglenes kormány elnöke (1946)
- Édouard Balladur, korábbi francia miniszterelnök (1993–1995)
- Isabelle Robinet, francia sinológus
- Feledy Botond, magyar jogász, politológus, újságíró